# Hügelgräber im Grössinger Tanner

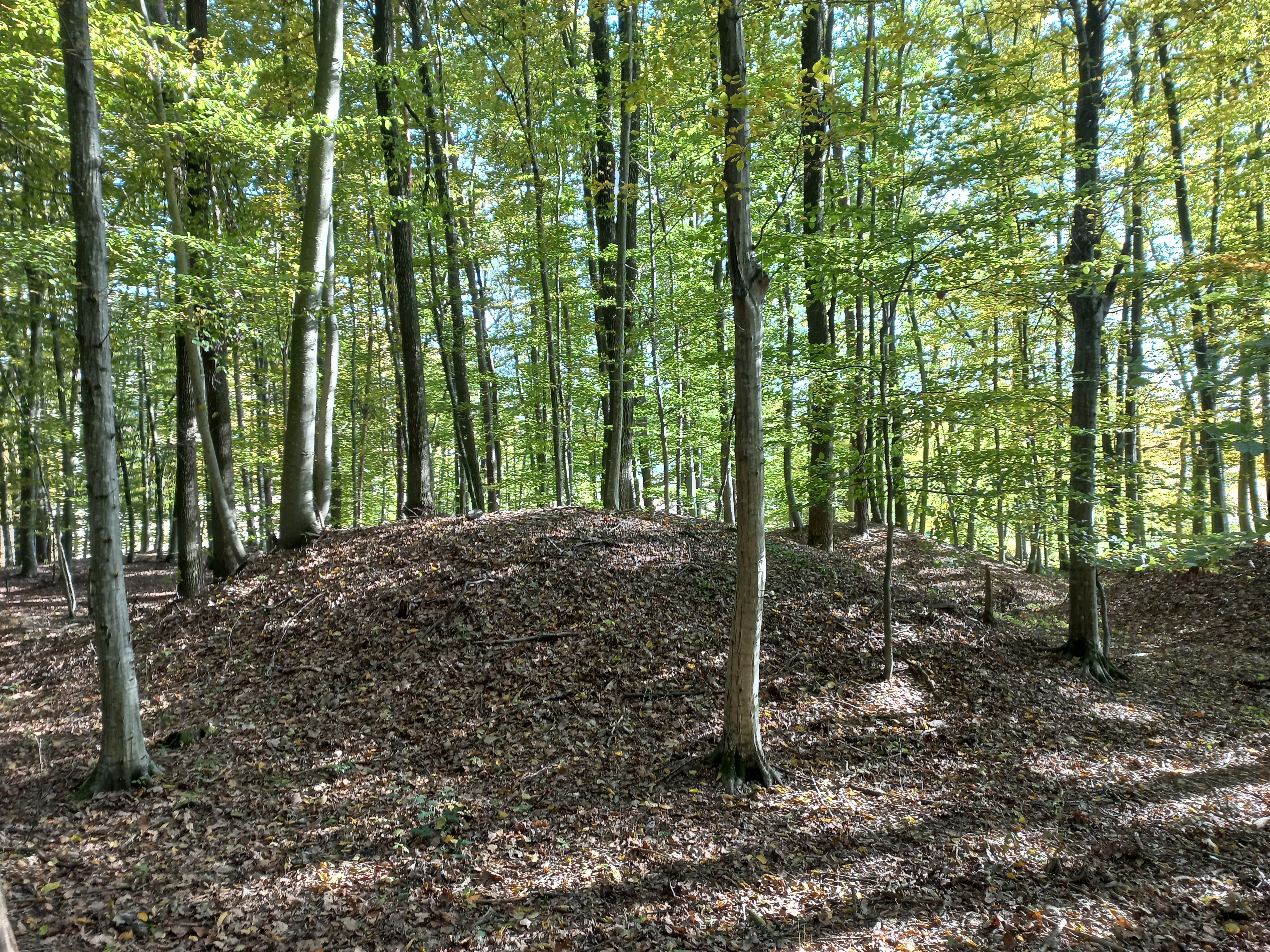
Hügelgrab im Grössinger Tanner (2021)

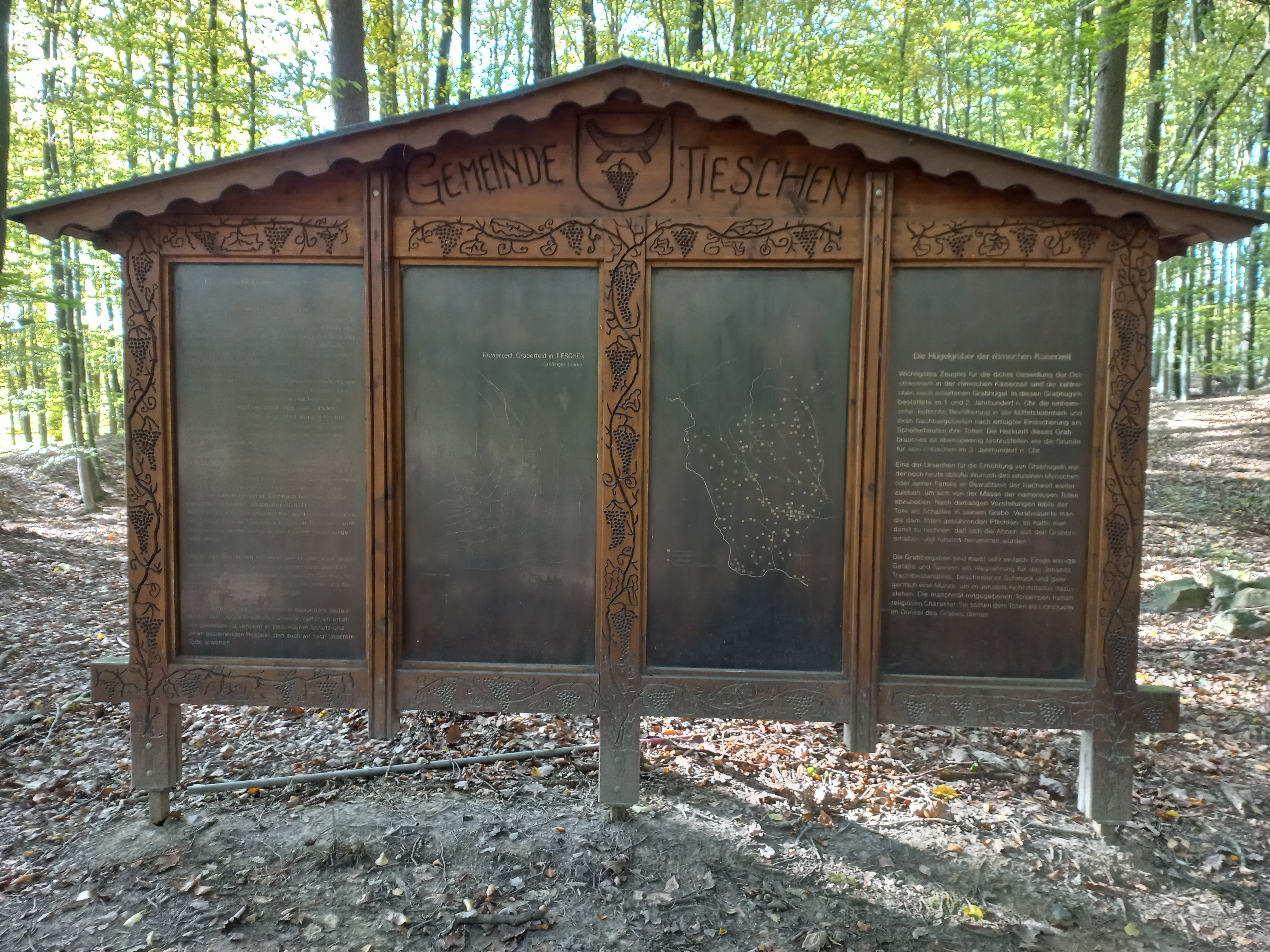
Informationstafel vor Ort (2021)

Die Hügelgräber im Grössinger Tanner in der Gemeinde Tieschen in der Katastralgemeinde Größing in der Südoststeiermark entstammen dem Zeitraum vom 1. bis zum 2. Jahrhundert nach Christus. Das Gräberfeld ist denkmalgeschützt. Erkennbar sind heute noch 51 Hügel.

## Alter, Geschichte und Verbreitung
Die heute noch erkennbaren 51 Hügelgräber (auch: Grabhügel, lateinisch tumulus, Plural tumuli) sind weitgehend runde oder ovale Erdaufschüttungen mit meist runder Kuppe. Diese 51 Grabhügel sind Teil eines ursprünglich größeren Gräberfelds im Grössinger Tanner. In den Hügelgräbern befinden sich teilweise Grablegen. Diese Grabhügel wurden während der Besetzung der Steiermark durch das Römische Reich im 1. und 2. Jahrhundert nach Christus angelegt (späte römische Kaiserzeit). In ganz Europa finden sich solche Hügelgräber beinahe durchgängig ab der Steinzeit über die Bronzezeit bis in die Eisenzeit und das Mittelalter. Warum die Anlage von Hügelgräbern im Grössinger Tanner im ersten nachchristlichen Jahrhundert begann und im dritten Jahrhundert endete, ist nicht bekannt.
In der Steiermark befindet sich eine Vielzahl weiterer solcher Gräberfelder, z. B. die Hügelgräbergruppe Aichberg in Eibiswald, die Grabhügelgruppe im Blumental, die Grabhügelgruppe Hartwald, die Grabhügelgruppe Neuröllwald (Zabernegg), das Gräberfeld in den Feldwäldern (St. Margarethen an der Raab), die Nekropole Hügelstaudach, das Hügelgrab am Bahnriegl, die Hügelgräber im Kaiserwald, die Hügelgräbergruppe in Mantscha, die Grabhügelgruppe Pleterer (Pichling, Georgsberg), die Grabhügelgruppe Stallhofmüllerwald (Pichling, Georgsberg), die Hügelgräbergruppe in Vochera am Weinberg, das östliche und das westliche Hügelgräberfeld am Steinberg (Feldbach), die Hügelgräber Wetzelsdorfberg (Stainztal). Solche Anlagen gab es auch in anderen Regionen des späteren Österreich, wie zum Beispiel im norisch-pannonischen Raum die Hügelgräber im Wienerwald (Gemeinden Altlengbach und Asperhofen) oder in Wien-Hütteldorf.
Im Grössinger Tanner wurden inoffizielle Grabungen durchgeführt und erst 1951 offizielle. Eine Vielzahl an Informationen sind durch die inoffiziellen Grabungen und das Desinteresse offizieller Stellen verloren gegangen. In den geöffneten Grabhügeln wurden Ascheschichten der Verbrennungen, verbrannte Menschenknochen, Keramikgefäße und Keramikfragmente, teilweise mit Inschriften, Glas- und Tonscherben oder Dreibein-Schalen, gefunden. Teilweise befanden sich kistenförmige Steinsetzungen, gebildet aus Steinplatten, darin, teilweise mit Urnen.

## Grabhügel im Landschaftsbild
Die Grabhügel in Europa haben unterschiedliche Höhen von 1 m bis über 30 m oder mehr. Dies ist abhängig von Tradition und Bedeutung der begrabenen Person. Auch im Grössinger Tanner sind unterschiedlich hohe Grabhügel zu erkennen, die jedoch sehr wahrscheinlich jahrhundertelang durch Umwelteinflüsse oder Bearbeitung geringer wurden. Aufgrund des Bewuchses der Hügelgräber mit Bäumen im Grössinger Tanner beeinflussen diese das Landschaftsbild nicht mehr wesentlich.